# شيكي كونغو
شيكي كونغو (بالإنجليزية: Shekie Kongo)‏ (مواليد 13 يونيو 1949) هو ملاكم مالاوي، مثّل بلاده في الألعاب الأولمبية الصيفية 1972.

## روابط خارجية
شيكي كونغو على موقع أوليمبيديا (الإنجليزية)